# Regierung Reynolds II
Die Regierung Reynolds II war die 23. Regierung der Republik Irland, sie amtierte vom 12. Januar 1993 bis zum 15. Dezember 1994.
Von 1989 bis 1992 regierte eine Koalition aus Fianna Fáil (FF) und Progressive Democrats (PD). Nach dem Rückzug der Progressive Democrats aus der Regierung am 4. November 1992 stellte Taoiseach (Ministerpräsident) Albert Reynolds (FF) am folgenden Tag die Vertrauensfrage und unterlag mit 77 gegen 88 Stimmen. Daraufhin beantragte Reynolds die Auflösung des Parlaments.
Bei der nachfolgenden Parlamentswahl am 25. November 1992 verlor Fianna Fáil 9 Mandate und kam nur noch auf 68 der 166 Parlamentssitze. Bei der ersten Sitzung des Dáil Éireann (Unterhaus des irischen Parlaments) am 14. Dezember 1992 scheiterte Amtsinhaber Reynolds bei der Wahl zum Taoiseach mit 68 gegen 94 Stimmen. Auch die Kandidaten der Fine Gael (FG), John Bruton, und der Labour Party (ILP), Dick Spring, konnten keine Mehrheit erringen. Daraufhin erklärte Reynolds am nächsten Tag seinen Rücktritt. Nachdem sich Fianna Fáil und Labour, die zusammen über 101 der 166 Parlamentssitze verfügten, auf eine Koalition geeinigt hatten, wurden Reynolds und die Minister am 12. Januar 1993 vom Dáil gewählt und von der Staatspräsidentin ernannt. Die Staatsminister wurden am 14. Januar ernannt.
Am 17. November 1994 verließ Labour aus Protest gegen die Ernennung von Attorney General (Generalstaatsanwalt) Harry Whelehan zum Vorsitzenden des High Court, des obersten Gerichtshof von Irland, die Regierung. Whelehan hatte einer nach einer Vergewaltigung schwangeren Minderjährigen die Ausreise nach Großbritannien, um dort eine Abtreibung vornehmen zu lassen, verweigert. Nach zwei Tagen im Amt trat Whelehan am 17. November zurück.
Regierungschef Reynolds erklärte seinen Rücktritt, die Regierung führte die Geschäfte bis zur Bildung einer neuen Regierung. Nach dem Scheitern von Verhandlungen zwischen Fianna Fáil und Labour, einigten sich Fine Gael und Labour auf die Bildung einer neuen Regierung. John Bruton, der Vorsitzende von Fine Gael, wurde am 15. Dezember 1994 von Parlament mit 85 zu 74 Stimmen zum neuen Taoiseach gewählt.

## Zusammensetzung
| Minister                                                                     | Minister                              | Minister | Minister          | Minister | Minister          |
| Amt                                                                          | Name                                  | Partei   | Amtszeit          | Amtszeit | Amtszeit          |
| ---------------------------------------------------------------------------- | ------------------------------------- | -------- | ----------------- | -------- | ----------------- |
| Taoiseach (Ministerpräsident)                                                | Albert Reynolds                       | FF       | 12. Januar 1993   | –        | 15. Dezember 1994 |
| Tánaiste (Vizeministerpräsident)                                             | Dick Spring                           | ILP      | 12. Januar 1993   | –        | 17. November 1994 |
| Tánaiste (Vizeministerpräsident)                                             | Bertie Ahern (kommissarisch)          | FF       | 19. November 1994 | –        | 15. Dezember 1994 |
| Außenminister                                                                | Dick Spring                           | ILP      | 12. Januar 1993   | –        | 17. November 1994 |
| Außenminister                                                                | Albert Reynolds (kommissarisch)       | FF       | 18. November 1994 | –        | 15. Dezember 1994 |
| Finanzminister                                                               | Bertie Ahern                          | FF       | 12. Januar 1993   | –        | 15. Dezember 1994 |
| Sozialminister                                                               | Michael Woods                         | FF       | 12. Januar 1993   | –        | 15. Dezember 1994 |
| Justizministerin                                                             | Máire Geoghegan-Quinn                 | FF       | 12. Januar 1993   | –        | 15. Dezember 1994 |
| Minister für Industrie und Gewerbe                                           | Ruairi Quinn                          | ILP      | 12. Januar 1993   | –        | 21. Januar 1993   |
| Minister für Unternehmen und Beschäftigung                                   | Ruairi Quinn                          | ILP      | 21. Januar 1993   | –        | 17. November 1994 |
| Minister für Unternehmen und Beschäftigung                                   | Charlie McCreevy (kommissarisch)      | FF       | 18. November 1994 | –        | 15. Dezember 1994 |
| Umweltminister                                                               | Michael Smith                         | FF       | 12. Januar 1993   | –        | 15. Dezember 1994 |
| Verteidigungsminister Minister für Meeresangelegenheiten                     | David Andrews                         | FF       | 12. Januar 1993   | –        | 15. Dezember 1994 |
| Minister für Landwirtschaft und Ernährung                                    | Joe Walsh                             | FF       | 12. Januar 1993   | –        | 21. Januar 1993   |
| Minister für Landwirtschaft, Ernährung und Forsten                           | Joe Walsh                             | FF       | 21. Januar 1993   | –        | 15. Dezember 1994 |
| Minister für Tourismus, Verkehr und Kommunikation                            | Charlie McCreevy                      | FF       | 12. Januar 1993   | –        | 22. Januar 1993   |
| Minister für Tourismus und Handel                                            | Charlie McCreevy                      | FF       | 22. Januar 1993   | –        | 15. Dezember 1994 |
| Energieminister                                                              | Brian Cowen                           | FF       | 12. Januar 1993   | –        | 22. Januar 1993   |
| Minister für Verkehr, Energie und Kommunikation                              | Brian Cowen                           | FF       | 22. Januar 1993   | –        | 15. Dezember 1994 |
| Arbeitsminister                                                              | Mervyn Taylor                         | ILP      | 12. Januar 1993   | –        | 21. Januar 1993   |
| Minister/-in für Gleichstellung und Rechtsreform                             | Mervyn Taylor                         | ILP      | 21. Januar 1993   | –        | 17. November 1994 |
| Minister/-in für Gleichstellung und Rechtsreform                             | Máire Geoghegan-Quinn (kommissarisch) | FF       | 18. November 1994 | –        | 15. Dezember 1994 |
| Minister für die Gaeltacht                                                   | Michael D. Higgins                    | ILP      | 12. Januar 1993   | –        | 21. Januar 1993   |
| Minister für Kunst, Kultur und die Gaeltacht                                 | Michael D. Higgins                    | ILP      | 21. Januar 1993   | –        | 17. November 1994 |
| Minister für Kunst, Kultur und die Gaeltacht                                 | Bertie Ahern (kommissarisch)          | FF       | 18. November 1994 | –        | 15. Dezember 1994 |
| Gesundheitsminister                                                          | Brendan Howlin                        | ILP      | 12. Januar 1993   | –        | 17. November 1994 |
| Gesundheitsminister                                                          | Michael Woods (kommissarisch)         | FF       | 18. November 1994 | –        | 15. Dezember 1994 |
| Bildungsminister/-in                                                         | Niamh Bhreathnach                     | ILP      | 12. Januar 1993   | –        | 17. November 1994 |
| Bildungsminister/-in                                                         | Michael Smith (kommissarisch)         | FF       | 18. November 1994 | –        | 15. Dezember 1994 |
| Staatsminister                                                               |                                       |          |                   |          |                   |
| Amt                                                                          | Name                                  | Partei   | Amtszeit          | Amtszeit | Amtszeit          |
| Staatsminister beim Taoiseach                                                | Noel Dempsey                          | FF       | 12. Januar 1993   | –        | 15. Dezember 1994 |
| Staatsminister beim Taoiseach                                                | Tom Kitt                              | FF       | 14. Januar 1993   | –        | 15. Dezember 1994 |
| Staatsminister beim Taoiseach                                                | Noel Treacy                           | FF       | 14. Januar 1993   | –        | 15. Dezember 1994 |
| Staatsminister im Verteidigungsministerium                                   | Noel Dempsey                          | FF       | 12. Januar 1993   | –        | 15. Dezember 1994 |
| Staatsminister/-in im Finanzministerium                                      | Noel Dempsey                          | FF       | 14. Januar 1993   | –        | 15. Dezember 1994 |
| Staatsminister/-in im Finanzministerium                                      | Noel Treacy                           | FF       | 14. Januar 1993   | –        | 15. Dezember 1994 |
| Staatsminister/-in im Finanzministerium                                      | Eithne FitzGerald                     | ILP      | 12. Januar 1993   | –        | 17. November 1994 |
| Staatsminister im Außenministerium                                           | Tom Kitt                              | FF       | 14. Januar 1993   | –        | 15. Dezember 1994 |
| Staatsminister im Energieministerium                                         | Noel Treacy                           | FF       | 14. Januar 1993   | –        | 22. Januar 1993   |
| Staatsminister im Ministerium für Verkehr, Energie und Kommunikation         | Noel Treacy                           | FF       | 22. Januar 1993   | –        | 15. Dezember 1994 |
| Staatsminister im Ministerium für Industrie und Gewerbe                      | Mary O’Rourke                         | FF       | 14. Januar 1993   | –        | 21. Januar 1993   |
| Staatsminister im Ministerium für Industrie und Gewerbe                      | Séamus Brennan                        | FF       | 14. Januar 1993   | –        | 21. Januar 1993   |
| Staatsminister/-in im Ministerium für Unternehmen und Beschäftigung          | Mary O’Rourke                         | FF       | 21. Januar 1993   | –        | 15. Dezember 1994 |
| Staatsminister/-in im Ministerium für Unternehmen und Beschäftigung          | Séamus Brennan                        | FF       | 21. Januar 1993   | –        | 15. Dezember 1994 |
| Staatsminister im Ministerium für die Gaeltacht                              | Pat Gallagher                         | FF       | 14. Januar 1993   | –        | 21. Januar 1993   |
| Staatsminister im Ministerium für Kunst, Kultur und die Gaeltacht            | Pat Gallagher                         | FF       | 21. Januar 1993   | –        | 15. Juni 1994     |
| Staatsminister im Bildungsministerium                                        | Liam Aylward                          | FF       | 14. Januar 1993   | –        | 15. Dezember 1994 |
| Staatsminister im Ministerium für Landwirtschaft und Ernährung               | Liam Hyland                           | FF       | 14. Januar 1993   | –        | 21. Januar 1993   |
| Staatsminister im Ministerium für Landwirtschaft und Ernährung               | Brian O’Shea                          | ILP      | 14. Januar 1993   | –        | 21. Januar 1993   |
| Staatsminister im Ministerium für Landwirtschaft, Ernährung und Forsten      | Liam Hyland                           | FF       | 14. Januar 1993   | –        | 15. Juni 1994     |
| Staatsminister im Ministerium für Landwirtschaft, Ernährung und Forsten      | Brian O’Shea                          | ILP      | 12. Januar 1993   | –        | 17. November 1994 |
| Staatsminister im Gesundheitsministerium Staatsminister im Justizministerium | Willie O’Dea                          | FF       | 14. Januar 1993   | –        | 15. Dezember 1994 |
| Staatsminister im Umweltministerium                                          | John Browne                           | FF       | 14. Januar 1993   | –        | 15. Dezember 1994 |
| Staatsminister im Umweltministerium                                          | Emmet Stagg                           | ILP      | 12. Januar 1993   | –        | 17. November 1994 |
| Staatsminister im Ministerium für Meeresangelegenheiten                      | Gerry O’Sullivan                      | ILP      | 12. Januar 1993   | –        | 05. August 1994   |
| Staatsministerin im Sozialministerium                                        | Joan Burton                           | ILP      | 12. Januar 1993   | –        | 17. November 1994 |

## Umbesetzungen und Umbenennungen
Kurz nach Amtsantritt der Regierung wurden einige Ressorts umbenannt.
- Das Arbeitsministerium wurde zum Ministerium für Gleichstellung und Rechtsreform
- Das Energieministerium wurde zum Ministerium für Verkehr, Energie und Kommunikation
- Das Ministerium für die Gaeltacht wurde zum Ministerium für Kunst, Kultur und die Gaeltacht
- Das Ministerium für Industrie und Gewerbe wurde zum Ministerium für Unternehmen und Beschäftigung
- Das Ministerium für Landwirtschaft und Ernährung wurde zum Ministerium für Landwirtschaft, Ernährung und Forsten
- Das Ministerium für Tourismus, Verkehr und Kommunikation wurde zum Ministerium für Tourismus und Handel

Der Staatsminister im Ministerium für Meeresangelegenheiten Gerry O’Sullivan starb am 5. August 1994.
Pat Gallagher, Staatsminister im Ministerium für Kunst, Kultur und die Gaeltacht und der Staatsminister im Ministerium für Landwirtschaft, Ernährung und Forsten, Liam Hyland, wurden ins Europäische Parlament gewählt und traten am 15. Juni 1994 zurück.
Nach dem Austritt der Labour Party aus der Regierung am 17. November 1994 wurden die bisher von Labour Minister geführten Ressorts kommissarisch von anderen Ministern bis zur Bildung einer Nachfolgeregierung geführt. Die ausgeschiedenen Staatsminister wurden nicht ersetzt.